# Monks Wood National Nature Reserve
Monks Wood National Nature Reserve är ett naturreservat i Storbritannien.   Det ligger i riksdelen England, i den sydöstra delen av landet, 100 km norr om huvudstaden London.